# 呼氣末期正壓
呼氣尾聲正壓（英文：Positive end-expiratory pressure ，簡稱：PEEP）是指存在於呼氣尾聲階段，肺部（肺泡壓力）中高於大氣壓力（即為體外壓力）的肺內氣壓。
呼氣尾聲正壓包含“內在”的呼氣尾聲正壓及“外在”的呼氣尾聲正壓；前者為尚未呼氣完結所致，後者則為運用體外呼吸器所成。在吸氣過程中施加壓力的行動統稱為壓力支援。

## 文獻
1. ↑  . TheFreeDictionary.com（英语：TheFreeDictionary.com）.   [2018-02-09]. （原始内容存档于2020-07-11）. Citing: . 2007.
2. ↑  Acosta, Pilar; Santisbon, Edgardo; Varon, Joseph. . Critical Care Clinics. 2007-04, 23 (2). ISSN 0749-0704. doi:10.1016/j.ccc.2006.12.012.